# Neosartorya primulina
Neosartorya primulina är en svampart som beskrevs av Udagawa, Toyaz. & Tsub. 1993. Neosartorya primulina ingår i släktet Neosartorya och familjen Trichocomaceae.   Inga underarter finns listade i Catalogue of Life.